# Wave Master
Wave Master Inc. (anciennement Sega Digital Media) est une équipe de recherche et développement et filiale de Sega, centrée sur la bande son de jeux vidéo. Parmi ses travaux, figurent les titres Jet Set Radio, Sonic Heroes ou encore Panzer Dragoon.
En 2003, l'entreprise a lancé; Wave Master Entertainment et Wave Master Artists, deux labels discographiques. Les labels ont depuis publié des bandes sonores et des enregistrements d'artistes originaux.

## Compositeurs de musique
Wave Master est également notable pour avoir réalisé de la musique populaire dans leurs jeux.
Un certain nombre de compositeurs célèbres ont collaboré sur de longues périodes avec le développeur.
- Yukifumi Makino (chef d'équipe de 1991 à 2004, maintenant chez Delfi Sound Inc.)
- Fumie Kumatani
- Tomoya Ohtani
- Kenichi Tokoi
- Runblebee (travaille avec Kenichi Tokoi)
- Hideaki Kobayashi
- Tomonori Sawada
- Naofumi Hataya
- Mariko Nanba
- Jun Senoue (travaille également avec Sonic Team)
- Yutaka Minobe (quitte Wave Master en 2005, maintenant chez Delfi Sound Inc.)
- Seirou Okamoto
- Taihei Sato
- Takahito Eguchi
- Masaru Setsumaru
- Tatsutoshi Narita
- Fumitaka Shibata (chef d'équipe de Wave Master et Sega Digital Studio)
- Takenobu Mitsuyoshi
- Tomoko Sasaki
- Hideki Naganuma
- Saori Kobayashi
- Junko Shiratsu
- Yayoi Wachi
- Tatsuya Kousaki
- Tatsuyuki Maeda

## Jeux développés par Wave Master
- Roommania #203  (2000) (Dreamcast, PlayStation 2)
- Switch  (2002) (PlayStation 2)
- New Roommania: Porori Seishun  (2003) (PlayStation 2)

## Musiques et sons développés par Wave Master
- Sonic the Hedgehog (1991) (Mega Drive)
- Sonic the Hedgehog 2 (1992) (Mega Drive)
- Sonic CD (1993) (Mega-CD)
- Sonic the Hedgehog 3 (1994) (Mega Drive)
- Sonic and Knuckles (1994) (Mega Drive)
- Sonic 3 and Knuckles (1994) (Mega Drive)
- Sonic Crackers (Cancelled) (1994) (Mega Drive)
- Knuckles' Chaotix (1995) (32X)
- Panzer Dragoon (1995) (Saturn)
- Sonic X-treme (Cancelled) (1996) (Saturn)
- Nights into Dreams (1996) (Saturn)
- Christmas Nights into Dreams (1996) (Saturn)
- Panzer Dragoon II Zwei (1996) (Saturn)
- Sonic 3D (1996) (Saturn)
- Sonic Jam (1997) (Saturn)
- Sonic R (1997) (Saturn)
- Burning Rangers (1998) (Saturn)
- Panzer Dragoon Saga(1998)  (Saturn)
- Sonic Adventure (1998) (Dreamcast)
- Air Nights (Cancelled) (1998) (Dreamcast)
- ChuChu Rocket! (1999) (Dreamcast, Game Boy Advance)
- Samba de Amigo (2000) (Dreamcast, Arcade)
- Samba de Amigo Ver.2000 (2000) (Dreamcast)
- Sonic Shuffle (2000) (Dreamcast)
- Jet Set Radio (2000) (Dreamcast)
- Skies of Arcadia (2000) (Dreamcast)
- Phantasy Star Online (2000) (Dreamcast)
- Roommania #203 (2000) (Dreamcast)
- Sonic Adventure 2 (2001) (Dreamcast)
- Phantasy Star Online Ver.2 (2001) (Dreamcast)
- Rez (2001) (Dreamcast, PlayStation 2, Xbox 360)
- Sonic Mega Collection (2002) (GameCube)
- Skies of Arcadia Legends (2002) (GameCube)
- Jet Set Radio Future (2002) (Xbox)
- "Blinx: The Time Sweeper" (2002) (Xbox)
- Sonic Adventure 2: Battle (2002) (GameCube)
- Sonic Advance (2002) (Game Boy Advance)
- Panzer Dragoon Orta (2002) (Xbox)
- Phantasy Star Online Episode 1 & 2 (2002) (Xbox, GameCube)
- Switch  (2002) (PlayStation 2)
- Space Channel 5: Part 2 (2002) (Dreamcast, PlayStation 2)
- New Roommania: Porori Seishun (2003) (PlayStation 2)
- Phantasy Star Online Episode 1 & 2 Plus (2003) (Xbox, GameCube)
- Phantasy Star Online Episode 3: Card Revolution (2003) (Xbox, GameCube)
- Billy Hatcher and the Giant Egg (2003) (GameCube)
- Sonic Adventure DX (2003) (GameCube)
- Sonic Advance 2 (2003) (Game Boy Advance)
- Sonic Battle (2004) (Game Boy Advance)
- Sonic Heroes (2004) (GameCube, PlayStation 2, Xbox, PC)
- Sonic Mega Collection Plus (2004) (PlayStation 2, Xbox, PC)
- Sonic Advance 3 (2004) (Game Boy Advance)
- Project Rub (2004) (Nintendo DS)
- Sega Superstars (2004) (PlayStation 2)
- Astro Boy (2004) (PlayStation 2)
- Puyo Pop Fever (2004) (PlayStation 2, Dreamcast, GameCube, Xbox, Mac OS, Game Boy Advance, Windows, Pocket PC, Personal digital assistant, PlayStation Portable, Nintendo DS, Arcade)
- Phantasy Star Online: Blue Burst (2004) (Microsoft Windows)
- Phantasy Star Online Episode 4 (2005) (Microsoft Windows)
- Puyo Pop Fever 2 (2005) (PlayStation 2, PlayStation Portable, Nintendo DS)
- The Rub Rabbits! (2005) (Nintendo DS)
- Sonic Gems Collection (2005) (GameCube, PlayStation 2)
- Sonic Rush (2005) (Nintendo DS)
- Shadow the Hedgehog (2005) (PlayStation 2, Xbox, GameCube)
- Fifth Phantom Saga (annulé) (2005) (PlayStation 3)
- Sonic Riders (2006) (PlayStation 2, Xbox, GameCube, Microsoft Windows)
- Sonic the Hedgehog (2006) (PlayStation 3, Xbox 360)
- Sonic the Hedgehog Genesis (2006) (Game Boy Advance)
- Phantasy Star Universe (2006) (PlayStation 2, Xbox 360, PC)
- Phantasy Star Universe: Ambition of the Illuminus (2007) (PlayStation 2, Xbox 360, PC)
- Sonic and the Secret Rings (2007) (Wii)
- Sonic Rush Adventure (2007) (Nintendo DS)
- Nights: Journey of Dreams (2007) (Wii)
- Mario et Sonic aux Jeux olympiques (2007) (Nintendo DS, Wii)
- Puyo Puyo! 15th Anniversary (2007) (Nintendo DS, PlayStation 2, PlayStation Portable, Wii)
- Sonic Riders: Zero Gravity (2008) (PlayStation 2, Wii)
- Sega Superstars Tennis (2008) (PlayStation 2, PlayStation 3, Xbox 360, Nintendo DS, Wii)
- Phantasy Star Portable (2008) (PlayStation Portable)
- Sonic Chronicles : La Confrérie des ténèbres (2008) (Nintendo DS)
- Sonic Unleashed (2008) (PlayStation 2, PlayStation 3, Xbox 360, Wii)
- Let's Tap (2008) (Wii)
- Sonic et le Chevalier noir (2009) (Wii)
- Phantasy Star Zero (2009) (Nintendo DS)
- Puyo Puyo 7 (2009) (Nintendo DS, PlayStation Portable, Wii)
- Mario et Sonic aux Jeux olympiques d'hiver (2009) (Nintendo DS, Wii)
- Sonic Colours (2010) (Nintendo DS, Wii)
- Sonic Generations (2011) (PlayStation 3, Xbox 360, Nintendo 3DS, Microsoft Windows)
- Mario et Sonic aux Jeux olympiques de Londres 2012 (2011) (Nintendo 3DS, Wii)
- Puyo Puyo!! 20th Anniversary (2011) (Nintendo 3DS, Nintendo DS, PlayStation Portable, Wii)